# Neobisium seminudum
Espèce
Synonymes
- Obisium seminudum Daday & Tömösváry, 1880

Neobisium seminudum est une espèce de pseudoscorpions de la famille des Neobisiidae.

## Distribution
Cette espèce est endémique de Hongrie.

## Systématique et taxinomie
Cette espèce a été décrite sous le protonyme Obisium seminudum par Daday et Tömösváry en 1880. Elle est placée dans le genre Neobisium par Beier en 1932.

## Publication originale
- Daday, 1880 : « A magyarországi álskorpiók ». Értesítö az Erdélyi Múzeum-egyesület Orvos-Természet-Tudományi Szakosztályából, vol. 5, p. 191-193.